# Who Built the Moon?
Albums de Noel Gallagher's High Flying Birds
Chasing Yesterday
(2015)
Who Built the Moon? est le troisième album studio du groupe de rock anglais Noel Gallagher's High Flying Birds sorti le 24 novembre 2017.

## Liste des titres
Toutes les chansons sont écrites et composées par Noel Gallagher.
| No  | Titre                          | Durée |
| --- | ------------------------------ | ----- |
| 1.  | Fort Knox                      | 3:57  |
| 2.  | Holy Mountain                  | 3:54  |
| 3.  | Keep on Reaching               | 3:24  |
| 4.  | It's a Beautiful World         | 5:17  |
| 5.  | She Taught Me How To Fly       | 5:02  |
| 6.  | Be Careful What You Wish For   | 5:40  |
| 7.  | Black & White Sunshine         | 3:41  |
| 8.  | Interlude (Wednesday Part 1)   | 2:10  |
| 9.  | If Love Is the Law             | 3:25  |
| 10. | The Man Who Built the Moon     | 4:28  |
| 11. | End Credits (Wednesday Part 2) | 2:27  |

Titre bonus
| No  | Titre                                               | Durée |
| --- | --------------------------------------------------- | ----- |
| 12. | Dead in the Water (Live at RTÉ 2FM Studios, Dublin) | 5:21  |

Titre bonus de l'édition japonaise
| No  | Titre           | Durée |
| --- | --------------- | ----- |
| 13. | God Help Us All | 3:37  |

## Composition du groupe
- Noel Gallagher – chant, guitares
- Jason Falkner – basse (titres 2, 3, 5 à 8, 10, 11)
- Jeremy Stacey – batterie (titres 2, 3, 6 à 11)
- Keefus Cianda – claviers

musiciens additionnels
- Paul Weller – orgue (titre 2)
- Johnny Marr – guitare et harmonica (titre 9)
- Samuel Dixon – basse (titres 1, 4, 9)
- Emre Ramazanoglu – batterie (titres 1, 4, 5, 7), programmations (titres 2, 6, 10)
- Pete Lockett – percussions (titres 1 à 4, 6, 9, 10)
- Mike Rowe – claviers (titre 3)
- Martin Slattery – tin whistle et piano (titre 2)
- Kaidi Tathum – claviers (titres 7, 8, 11)
- David Holmes – claviers (titre 7), programmations (tous les titres sauf 9), boucles bande magnétique (titres 2, 3, 5 à 8, 11)
- Charlotte Courbe aka Le Volume Courbe – voix française (titre 4)
- Jim Hunt – saxophone (titre 2, 3)
- Dominic Glover – trompette (titre 3)
- Gabe Noel – violoncelle (titre 7)
- Rob Lewis – violoncelle (titres 1, 9)
- Emma Smith et Vince Sipprell – cordes (titre 1)

choristes
- Adelaide McKenzie
- Beverley Skeete
- Sara-Jane Skeete
- Mary Pearce
- YSÉE aka Audrey Gbaguidi
- Michelle John
- Janet Ramus
- Una McGeogh
- Georgina McGeogh

## Classements hebdomadaires
| Classement (2017)                  | Meilleure place |
| ---------------------------------- | --------------- |
| Allemagne (Media Control AG)       | 17              |
| Australie (ARIA)                   | 18              |
| Autriche (Ö3 Austria Top 40)       | 15              |
| Belgique (Flandre Ultratop)        | 17              |
| Belgique (Wallonie Ultratop)       | 31              |
| Canada (Canadian Albums Chart)     | 18              |
| Écosse (OCC)                       | 1               |
| Espagne (Promusicae)               | 34              |
| États-Unis (Billboard 200)         | 48              |
| Finlande (Suomen virallinen lista) | 38              |
| France (SNEP)                      | 37              |
| Italie (FIMI)                      | 12              |
| Pays-Bas (Mega Album Top 100)      | 21              |
| Royaume-Uni (UK Albums Chart)      | 1               |
| Suède (Sverigetopplistan)          | 50              |
| Suisse (Schweizer Hitparade)       | 9               |

## Certifications
| Pays              | Certifications | Unités certifiées |
| ----------------- | -------------- | ----------------- |
| Royaume-Uni (BPI) | Platine        | 300 000           |